# Nacereddine Khoualed
Nacereddine Khoualed (arabisch نصر الدين خوالد, DMG Naṣr ad-Dīn Ḫawālid; * 16. April 1986 in Biskra) ist ein algerischer Fußballspieler, der zurzeit bei USM Algier unter Vertrag steht und für die algerische Nationalmannschaft aktiv ist. Er spielt hauptsächlich als Innenverteidiger sowie als Rechtsverteidiger.

## Werdegang

### Vereinskarriere
Khoualed begann seine Seniorenlaufbahn 2003 bei US Biskra in der algerischen zweiten Liga. Mit dem Verein gelang ihm im Frühjahr 2005 der Aufstieg in die erste Liga. In der Saison 2005/06 wurde die Mannschaft abgeschlagen Tabellen-Letzter, was den sofortigen Wieder-Abstieg bedeutete. Aus diesem Grund unterzeichnete er im Sommer 2006 einen Vertrag beim algerischen Top-Klub USM Algier.
Mit USM Algier konnte er 2013 den Gewinn des algerischen Pokals und Supercups, sowie, auf internationaler Ebene, des UAFA Cups feiern.
Nachdem Khoualed, mittlerweile Kapitän, 2014 und 2016 mit dem Hauptstadtklub die algerische Meisterschaft gewinnen konnte, wechselte er im Dezember 2017 nach Saudi-Arabien zum Ohod Club aus Medina.
Bereits nach Ende der darauffolgenden Rückrunde kehrte er nach Algerien zurück, wo er sich JS Saoura anschloss. Seit Ende September 2020 ist er wieder bei US Biskra.

### Nationalmannschaft
Im Mai 2013 wurde er zum ersten Mal in den Kader der algerischen Nationalmannschaft berufen und kam in der Folge am 25. Mai 2013 schließlich zu seinem ersten Länderspieleinsatz im Freundschaftsspiel gegen Mauretanien. Am 12. Mai 2014 wurde er von Nationaltrainer Vahid Halilhodzic in den erweiterten Kader für die Fußballweltmeisterschaft 2014 berufen, letztendlich jedoch nicht für das finale Aufgebot berücksichtigt.
Erneut nominiert wurde Khoualed im September 2015 gegen Lesotho, sowie im Juni 2016 gegen die Seychellen und im Oktober 2016 gegen Kamerun, kam allerdings zu keinem weiteren Länderspieleinsatz.